# Cetriporide
Cetriporide (in greco antico: Κετρίπορις?; IV secolo a.C. – IV secolo a.C.) è stato, dal 352 a.C., un re della Tracia, figlio di Berisade con il quale potrebbe già essere stato un co-regnante.
Lui e suo padre aveva stipulato un'alleanza con Atene e l'Illiria contro Filippo II di Macedonia nel 358 a.C. Come re, Cetripori controllava solo parte del regno, il resto era in possesso dei suoi rivali e parenti Amadoco II e Cersoblette. La parte sotto il suo dominio comprendeva le zone costiere, la regione, tra il lago Prasias nell'entroterra Anfipoli e le miniere d'argento di Acladocori.

## Biografia
Dopo la morte di suo padre, Cetripori entrò in conflitto con Cersoblette, al quale dichiarò guerra. Allo stesso tempo, fece parte della coalizione contro Filippo, il quale sconfisse la coalizione nel 353 a.C. Cetripori sembra sia stato sottoposto da Filippo all'inizio del 347 a.C., nel momento in cui le miniere d'argento passavano anche sotto il controllo del sovrano macedone. Più tardi, nello stesso anno Cersoblette e Amadoco incontrarono un destino simile, dopo aver fatto appello a Filippo per arbitrare una controversia tra di loro; vennero costretti a riconoscere la sua sovranità quando il "giudice" si presentò con un esercito. 